# Wouter Moreels
Wouter Moreels (Zottegem, 6 juni 1985) is een Belgische voetballer die zowel als aanvaller of als middenvelder kan worden uitgespeeld. Momenteel speelt hij voor RR Breivelde-Zottegem . Hij doorliep de jeugdreeksen van Club Brugge. Hij is een van de weinige voetballers in België die zowel in Vierde (bij Sottegem), in Derde (bij Aalst) als in Tweede Klasse (bij Oostende) een kampioenstitel mocht vieren.

## Carrière

### Jeugd
Wouter Moreels groeide op in Zottegem en sloot zich aan bij het plaatselijke KSV Sottegem. Als tiener maakte de aanvallend ingestelde middenvelder de overstap naar Club Brugge. Hij doorliep er samen met o.m. Nicolas Lombaerts, Glenn Verbauwhede, Thomas Matton, Gunther Vanaudenaerde en Jeanvion Yulu-Matondo de jeugdreeksen. Moreels werd bij de blauwzwarte jeugd vooral uitgespeeld als flankaanvaller en voetbalde regelmatig aan de zijde van vriend en streekgenoot Tom De Sutter.

### Sottegem
In januari 2005 keerde de negentienjarige aanvaller terug naar Sottegem, de club waar zijn vader Ivan in de jaren 80 het mooie weer maakte. Daar werd Moreels zowel op de linker- als op de rechterflank uitgespeeld. Ook zijn broer Brecht maakte in die periode deel uit van de A-kern van trainer Kris Van Der Haeghen. In 2007 veroverde Moreels met Sottegem de titel in de Vierde Klasse.

### Eendracht Aalst
In 2009 maakten de broers Moreels samen met Glen Coppens de overstap naar derdeklasser Eendracht Aalst, waar ze werden verenigd met coach Van Der Haeghen. Wouter, die zijn spelerscarrière aanvankelijk met hogere studies Lichamelijke Opvoeding combineerde, werd bij de Ajuinen ingeschakeld als tweede spits, en vormde al snel een succesvol duo met Laurent Depoitre. In 2011 werd Aalst, onder leiding van trainer Bart Van Renterghem, kampioen in de Derde Klasse.

### KV Oostende
Na drie seizoenen stapten zowel Moreels als Depoitre over naar toenmalig tweedeklasser KV Oostende. Beide spelers werden een vaste waarde in het team van trainer Frederik Vanderbiest. In zijn eerste seizoen bereikte Moreels met Oostende de kwartfinale van de Beker van België. In het duel tegen eersteklasser Waasland-Beveren, dat Oostende met 3-0 won, scoorde Moreels het openingsdoelpunt. Op 7 april 2013 pakte de kustploeg ook de titel in de Tweede Klasse. Ook het seizoen 2013/14 vatte Moreels aan bij de kustploeg, in de hoogste afdeling. Hoewel hij in het seizoensbegin een paar keer mocht invallen, werd hij in oktober 2013 naar de B-kern van KVO verwezen, samen met vier andere spelers. Tijdens de winterstop verkaste hij naar derdeklasser Deinze.

## Statistieken
| Seizoen | Club            | Competitie         | Wed. | Goals |
| ------- | --------------- | ------------------ | ---- | ----- |
| 2004/05 | KSV Sottegem    | Vierde klasse A    | 10   | 3     |
| 2005/06 | KSV Sottegem    | Vierde klasse A    | 22   | 4     |
| 2006/07 | KSV Sottegem    | Vierde klasse A    | 28   | 6     |
| 2007/08 | KSV Sottegem    | Derde klasse A     | 29   | 7     |
| 2008/09 | KSV Sottegem    | Derde klasse A     | 23   | 6     |
| 2009/10 | Eendracht Aalst | Derde klasse A     | 24   | 17    |
| 2010/11 | Eendracht Aalst | Derde klasse A     | 37   | 20    |
| 2011/12 | Eendracht Aalst | Tweede klasse      | 15   | 6     |
| 2012/13 | KV Oostende     | Tweede klasse      | 33   | 6     |
| 2013/14 | KV Oostende     | Jupiler Pro League | 4    | 0     |
| 2013/14 | KMSK Deinze     | Derde klasse A     | 15   | 0     |
| 2014/15 | FC Pepingen     | Vierde klasse B    | 13   | 4     |
| 2015/16 | Olsa Brakel     | Derde klasse A     | 27   | 6     |
| 2016/17 | Olsa Brakel     | Derde klasse A     | 37   | 11    |
| TOTAAL  | TOTAAL          | TOTAAL             | 317  | 96    |